# Валамаз (Селтинский район)
Валама́з — село в Селтинском районе Удмуртской Республики, административный центр муниципального образования «Валамазское». Находится в 17 км к северу от районного центра села Селты на границе с Красногорским районом.

## История

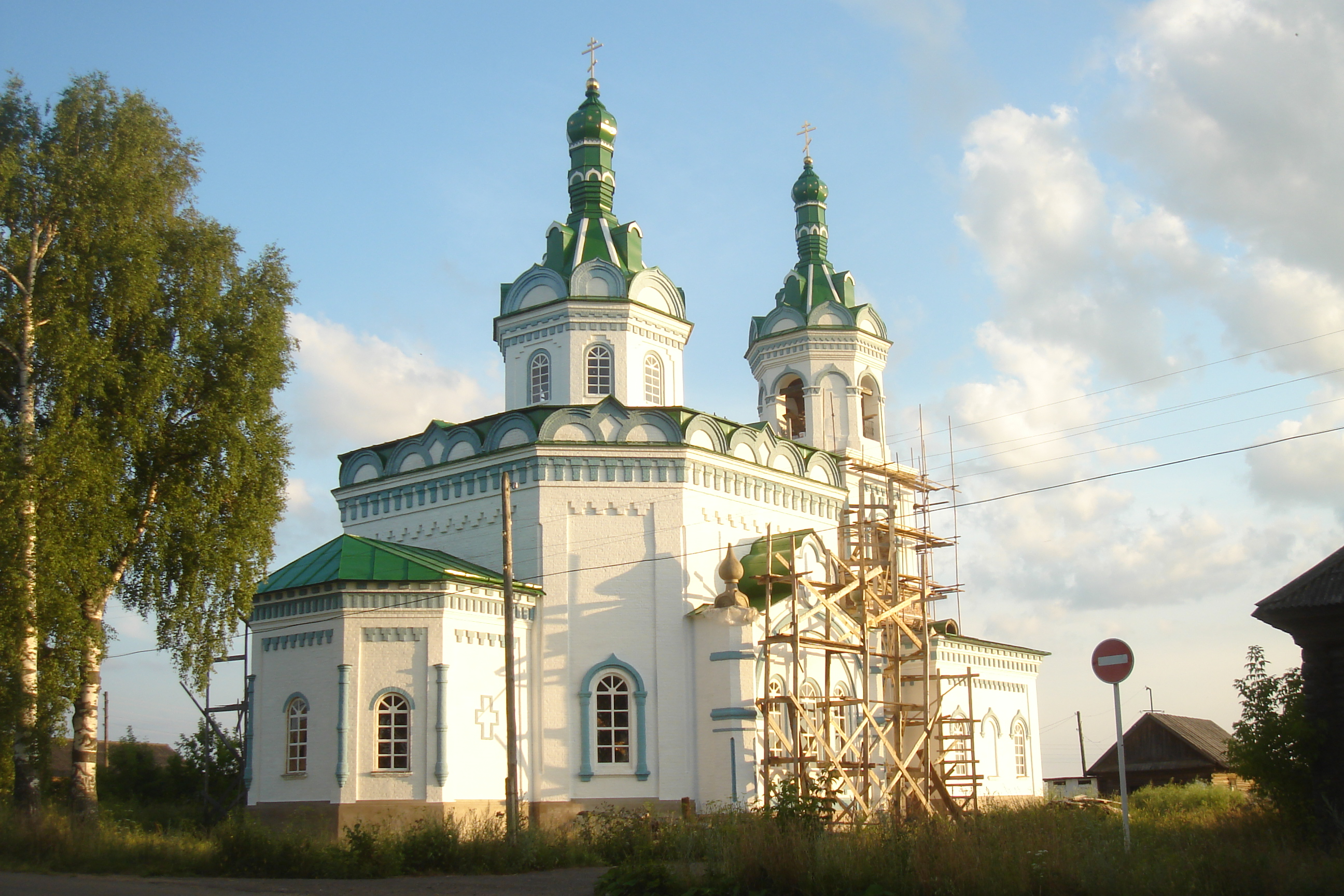
Свято-Троицкая церковь.

Приход села Валамаз открыт по определению Священного Синода в 1845 года. В его состав вошли селения ранее входившие в приходы сёл Узи и Ути. Строительство деревянной церкви завершено в 1847 году. По итогам десятой ревизии 1859 года в 28 дворах казённого села Валамазское (Валамаз) Глазовского уезда при безымянном ключе проживали 171 житель мужского пола и 223 женского. В 1862 при сельской церкви открыто училище, а в 1877 году — церковно-приходское попечительство. В 1896 году, на проценты с капитала елабужского купца Фёдора Григорьевича Чернова, на смену деревянной построена каменная церковь.
К концу XIX века село находилось в Леденцовской волости Глазовского уезда, позднее образована самостоятельная Валамазская волость. В 1921 году, в связи с образованием Вотской автономной области, село передано в состав Селтинского уезда. В 1924 году, в результате реформы по укрупнению административно-территориальных единиц, Валамазская волость и Селтинский уезд были упразднены и село в составе Валамазского сельсовета оказалось в составе укрупнённой Селтинской волости Ижевского уезда. В 1929 году упраздняется уездно-волостное административное деление и село причислено к Селтинскому району.

## Социальная инфраструктура
- средняя школа
- детский сад
- сельский клуб
- библиотека

## Известные уроженцы
Иван Федорович Кудрявцев — известный дрессировщик, в память о котором в 2017 году в селе открыта музейная комната. 

## Фотогалерея

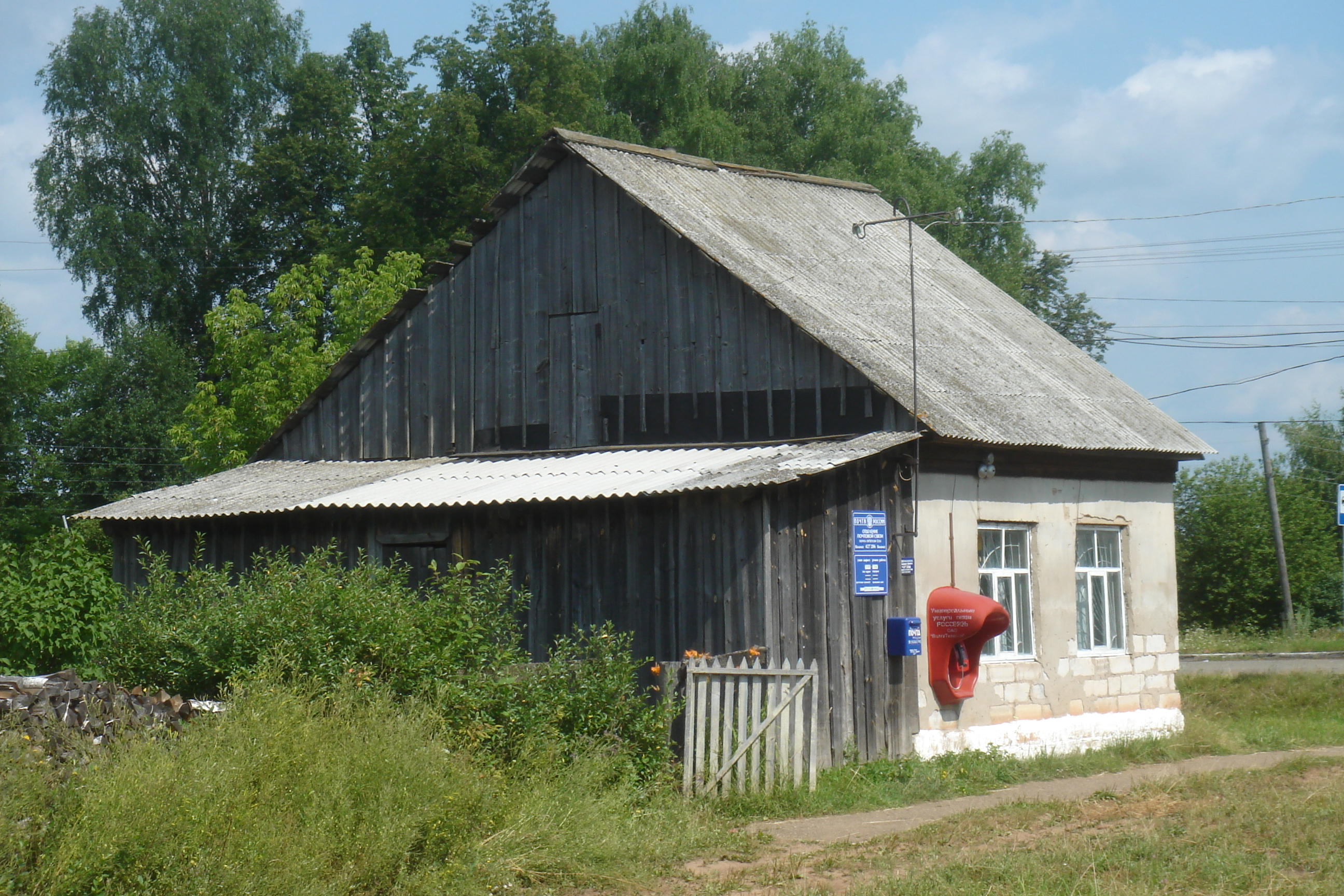
Сельское отделение связи
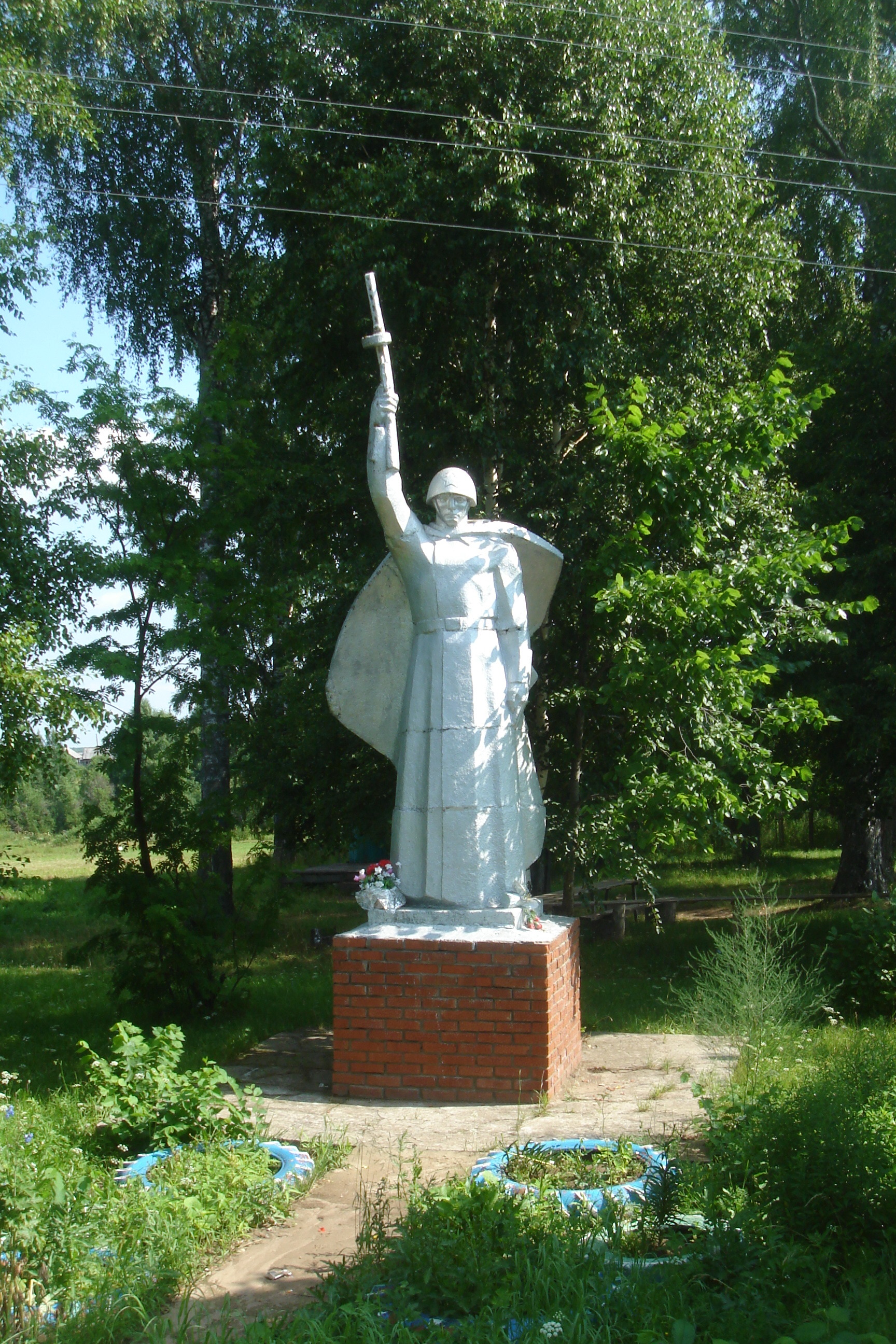
Мемориал землякам не вернувшимся с войны
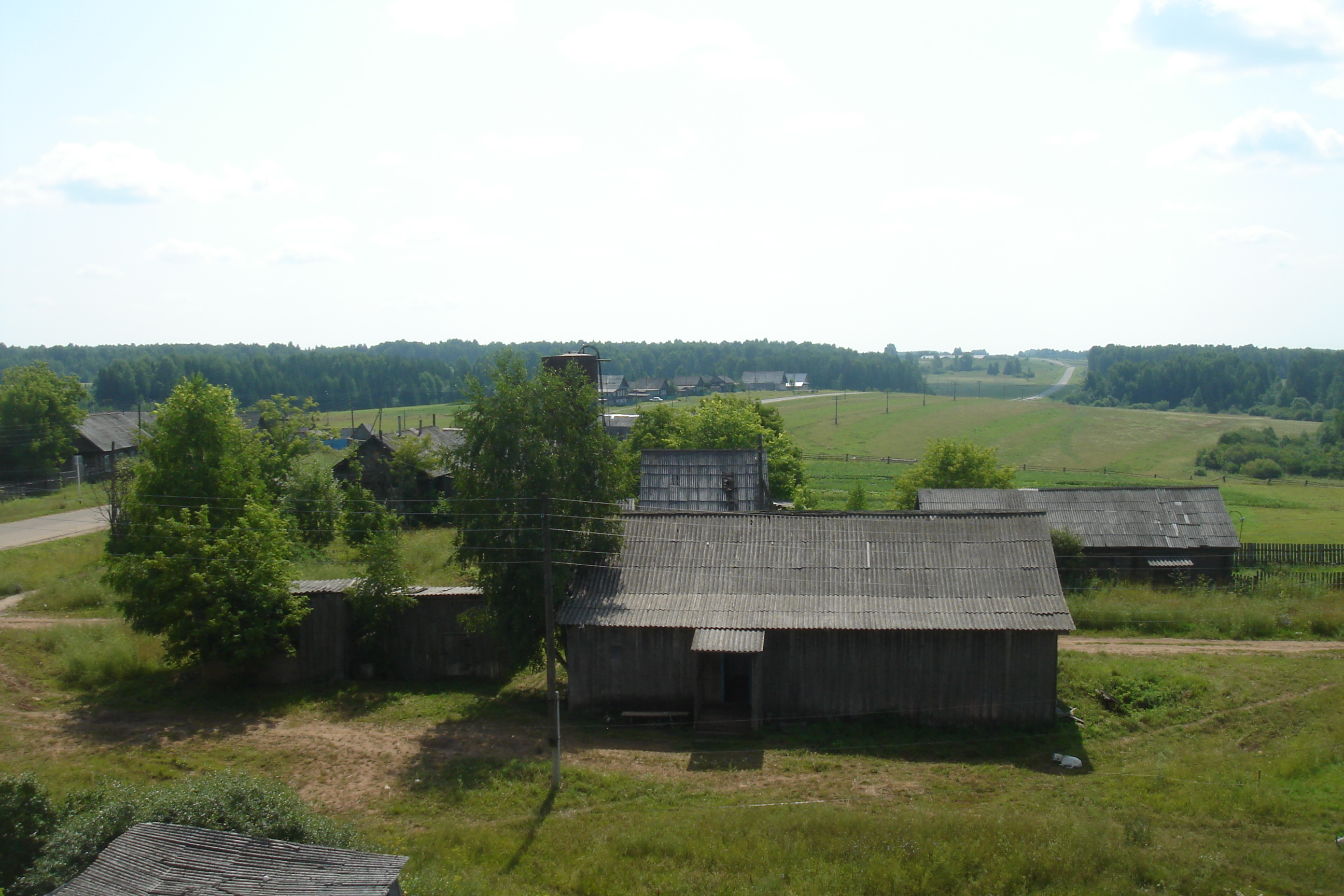
Вид на село с церкви